# Aluminium (dokumentarfilm)
Aluminium er en dansk dokumentarfilm fra 1940.

## Handling
Aluminiumsfabrikkens beliggenhed ved Høyanger i Norge. Den anvendte kraft. Losning af bauxit. Fremstilling af aluminiumoxyd. Ekstraktion af aluminiumilte. Fabrikation af kulelektroder til elektrolysekarret. Oparbejdning af råkryolit. Udskilning af aluminium i elektrolysekarret. Støbning af blokke.